# Actia Group
ACTIA GROUP (no confundir con la “Asociación de Coordinación Técnica de la Industria Agroalimentaria”) o (traducido en francés: "Association de coordination technique pour l'industrie agro-alimentaire") es un grupo especializado en la fabricación de componentes electrónicos para la gestión de sistemas en los sectores de la automoción, las telecomunicaciones y la energía. El grupo tiene veinticuatro ubicaciones en dieciséis países. Su sede está situada en Toulouse, en el sur de Francia.

## Historia
En 1986, el departamento de “pequeñas series” de Bendix en Toulouse (en 1985, Renault había vendido a Bendix las acciones de su “joint venture” creada por Renix en 1978)·· realiza una escisión: de ahí nace la sociedad Actia, creada para esta adquisición por parte de MM. Calmels, Chabririe y Pech. Sus familias siguen siendo accionistas mayoritarios. Uno de los primeros productos comercializados por esta empresa es el equipo de diagnóstico electrónico, el primero de su tipo, destinado al diagnóstico de los modelos Renault: el XR25.
La sociedad Actia continúa su desarrollo con dos actividades: por un lado, el diagnóstico electrónico para los turismos de las marcas Renault, luego Peugeot y Citroën, y por otro lado, sistemas electrónicos de a bordo para vehículos comerciales e industriales.
En 1992, se creó una nueva estructura que agrupaba las filiales Actia, Alcyon ··.· (sitio E.M.S situado cerca de Toulouse) y Sodielec (especializada en telecomunicaciones satelitales) se creó bajo el nombre de Actielec
En 1993, Actia adquirió la empresa alemana de electrónica de automoción I+Me, especializada en autobuses CAN, de la que es uno de los dos especialistas mundiales.
En 2000, Actielec se fusionó con Mors, que la absorbió mediante fusión inversa, para crear Actielec Technologies. ampliando así una historia fuertemente asociada al automóvil. En 1896, el primer automóvil Mors salió de la fábrica parisina y participaría en las principales competiciones automovilísticas contra Panhard y Levassor y otros automóviles franceses y extranjeros. Mors ganó la carrera París/Toulouse en 1900 y París/Berlín en 1901. En 1908, la empresa Mors recurrió a un ingeniero llamado André Citroën como administrador y director, y en 1919 le vendió su negocio de automóviles. Posteriormente, Mors se centrará de nuevo en su actividad principal: la señalización eléctrica para redes ferroviarias. En 2003, Actia añadió otra historia fuertemente ligada al automóvil, la de Muller Bem.  Ese año, Actia adquirió la empresa Muller Bem y creó Actia Muller servicios·· que se convertiría en Actia Muller en 2007. La historia de Muller Bem comenzó en 1919, cuando Marcel Muller creó una primera empresa de venta de herramientas con su bonificación de desmovilización Esta empresa se desarrolló rápidamente con el auge del automóvil y los primeros equipos de control (conexión a masa, bancos de frenado, etc.) aparecieron en los años 40. El giro hacia el control técnico se produjo con el lanzamiento en 1987 del famoso Bilanmatic, que obtuvo un éxito sin precedentes. cuando la inspección técnica pasó a ser obligatoria el 1 de enero de 1992. Actia Muller continúa la comercialización del Bilanmatic con una nueva generación comercializada desde 2011.
Actielec Technologies, empresa que cotiza en el segundo mercado de la Bolsa de París, desde la adquisición por la fusión Actielec - Mors, en 2008 se convirtió en el Grupo Actia,Actia S.A. constituyendo el corazón de su actividad de automoción.

## Accionistas principales
A partir del 8 de enero de 2020:
| LP2C SA                           | 49,8% |
| Thrum (familia)                   | 5,83% |
| SGPFEC                            | 5,16% |
| Inocap Gestion                    | 4,29% |
| Norges Bank Investment Management | 2,71% |
| Dimensional Fund Advisors         | 1,99% |
| Mandarine Gestion                 | 1,27% |
| Portzamparc Gestion               | 1,12% |
| HMG Finance                       | 1,02% |
| AXA Investment Managers           | 1,00% |

## Un grupo presente en las telecomunicaciones
En 1989, previendo el futuro de los vehículos de comunicación, Actia adquirió la empresa Sodielec (antes Dateno)· se especializó en telecomunicaciones por satélite y creó la rama de Telecomunicaciones que hoy representa aproximadamente el 10% de la facturación del Grupo Actia. En 2000, durante la fusión con Mors, Sodielec integró las actividades de telecomunicaciones de Mors, y en 2001, una última empresa que diseña sistemas transmisores de televisión analógica y digital, la empresa Ebim, se incorporó a Sodielec.·
Hoy en día, Actia Sodielec (convertida en Actia Telecom en 2014) está reconocido como especialista en telecomunicaciones militares y, en colaboración con Astrium, obtuvo el contrato Comcept de la direction générale de l'Armement (Dirección General de Armamento en francés) (DGA) por un período de 17 años: Comcept es un programa militar de comunicaciones por satélite.

## Desde componentes hasta sistemas electrónicos complejos

### Producción de tarjetas electrónicas.
En 1988, el centro de producción de Alcyon Production Système, situado en Toulouse, cerca del polígono industrial de Airbus, se unió al grupo Actia. Especializada en la fabricación de tarjetas y sistemas electrónicos, esta fábrica E.M.S (Electronics Manufacturing Services) está desarrollando producciones en pequeñas y medianas series para los sectores de la electrónica profesional e industrial y más particularmente para los mercados aeronáutico, ferroviario, sanitario o domótico.
Este centro industrial fabrica e integra, por ejemplo, las tarjetas electrónicas para el sistema de tracción del coche eléctrico que equipa el sistema de alquiler Autolib en la ciudad de París.·.
La capacidad y el tecnicismo de la producción electrónica del Grupo Actia aumentaron en 1997 con la adquisición de la fábrica Cipi en Túnez y la creación de Actia Túnez en 2008. Este sitio está destinado más particularmente a la producción en serie a gran escala, en particular para automóviles. Investigación y desarrollo.

### Investigación y desarrollo
Con una inversión anual del 12 al 14% de su facturación en investigación y desarrollo y una plantilla de más de 500 ingenieros en todo el mundo, el Grupo Actia colabora con diversos laboratorios como el LAAS de Toulouse (Laboratorio de Análisis y Arquitectura de Sistemas) o el IRIT (Toulouse Instituto de Investigación en Ciencias de la Computación) para desarrollar sistemas innovadores.·· A este respecto se creó Autodiag, un laboratorio conjunto Actia/LAAS/IRIT, con el fin de facilitar el trabajo de los mecánicos ante la creciente complejidad de la electrónica de los vehículos.····.
Junto a industriales como Airbus, EADS, Liebherr, Safran, Thales, Zodiac Aerospace, una cincuentena de pymes y fundadores académicos (CNES, CNRS, PRES Bordeaux y PRES Toulouse), Actia participa en la fundación del Instituto Tecnológico Aeronáutico, Espacial y de Sistemas Embebidos. Instituto de Investigación (IRT Saint-Exupéry).
Además, las filiales de Actia especializadas por productos o tecnologías participan mayoritariamente en el desarrollo de productos en función de sus capacidades de red y su proximidad a los clientes locales. 
Este sistema se completó con la creación de Ardia en 2005.

### La estrategia
Está basado en:
- Innovación, tanto en el desarrollo de nuevos productos como en el desarrollo de procesos productivos eficientes[36]·.[37]
- Internacional, con presencia a través de filiales en 15 países y representantes en más de 140 países.
- Industria, por la voluntad del grupo de producir sus productos en sus fábricas y de abrir sus centros de producción a otros clientes, como E.M.S (Electronics Manufacturing Services).

### Avanzando en la cadena de valor
El grupo Actia proporciona conjuntos electrónicos de alta tecnología, se acerca a sus clientes finales y se diversifica hacia áreas de mayor valor añadido.

#### En el ámbito de los vehículos
El grupo diseña y produce sistemas electrónicos completos para:
- Los fabricantes, en torno a tecnologías clave como la telemática, la arquitectura electrónica eléctrica multiplexada de los vehículos (Multibus y luego Acti-Mux Acti-Ways),[38] los diagnósticos (Actidiag, Multi-Diag[39]), la electrónica de potencia (Power Train Autolib,[24]·[25]etc.) e infoentretenimiento.
- Flotas de vehículos,[40] mediante aplicaciones específicas más allá de la simple geolocalización (conducción ecológica [40] o la gestión social mediante el tacógrafo[41]) en Europa (Estrasburgo, Norbert Dentressangle,etc.) y en México.

#### En aeronáutica, ferrocarriles, telecomunicaciones.
El grupo diseña y/o produce sistemas electrónicos (electrónica de potencia, diagnóstico, información al pasajero, infoentretenimiento, etc.) como diseñador o E.M.S (Electronics Manufacturing Services) para clientes, grandes cuentas o pymes.

#### En el ámbito de salud
El grupo diseña y/o fabrica subconjuntos para fabricantes de dispositivos médicos .  Las tecnologías clave en este ámbito son muy parecidas a las de la automoción: telemática, interfaz hombre-máquina, producción de sistemas críticos. 
El grupo también está presente en electrónica para la industria y domótica.

## El grupo Actia en unas fechas
- 2018: El grupo ACTIA cotiza en el compartimento B de Euronext París.
- 2015: Fusión de ACTIA MULLER con su matriz ACTIA AUTOMOTIVE
- 2014: La división de Telecom ACTIA SODIELEC pasa a denominarse ACTIA Telecom.
- 2008: ACTIELEC TECHNOLOGIES cambia de nombre y pasa a ser Grupo ACTIA.
- 2000: ACTIELEC y Mors se fusionan para crear el grupo ACTIELEC TECHNOLOGIES. El nuevo grupo cotiza en la Bolsa de París.
- 1989: El grupo se diversifica en Telecomunicaciones, mediante la adquisición de la empresa SODIELEC, y se convierte en el grupo ACTIELEC en 1992.
- 1988: ACTIA adquiere ALCYON, su unidad productiva. Por su parte, Allied Signal pasa a manos de Siemens.
- 1986: Allied Signal adquiere Bendix Electronics, que vende el departamento de "Productos especiales". Este departamento pasa a ser la empresa ACTIA.
- 1985: Renault vende toda su participación en Renix a Bendix Electronics.
- 1980: Creación del departamento “Productos Especiales” dentro de la filial Renix.
- 1978: Creación de Renix, filial conjunta de Renault (51%) y Bendix (49%).
- 1851: Nacimiento de la Maison Mirand, fundación de la empresa Mors.

## Historia de creaciones y adquisiciones
- 2019: Creación de ACTIA Japan
- 2018: Creación de ACTIA Electronics - Planta de producción electrónica ubicada en Detroit (EE. UU.)
- 2018: Creación de ACTIA África
- 2017: Adquisición de la empresa Market-IP en Bélgica, hoy ACTIA Telematics Services
- 2015: Fusión de ACTIA MULLER por ACTIA AUTOMOTIVE
- 2014: la división de telecomuniaciones de Actia cambia su denominación para convertirse en ACTIA TELECOM.
- 2008: ACTIELEC technologies cambia la denominación para convertir en ACTIA GROUP.
- 2008: ACTIA de Túnez.
- 2005: ARDIA - Túnez, se convierte en ACTIA Engineering Services
- 2004: NIRA Components A.B. se convierte en  ACTIA Nordic - Suecia.
- 2003: ACTIA Shanghai - China.
- 2002: ACTIA India.
- 2001: ACTIA Polska (Polonia) y EBIM S.A. (Francia).
- 2000: fusión entre ACTIELEC S.A. y MORS S.A. (empresa cotizada) para crear ACTIELEC Technologies.
- 2000: ACTIA Nl (Países Bajos).
- 2000: Advanced Technology Inc. se convierte en ACTIA Corp. - U.S.A.
- 2000: ACTIA Italia.
- 1997: ACTIA Do Brasil - Brasil y CIPI, hoy CIPI ACTIA - Túnez.
- 1996: ATON Systèmes, después ACTIA PCs - Francia.
- 1994: DATENO S.A. (Francia).
- 1994: ACTIA INC (U.S.A.).
- 1993: I+Me, después ACTIA I+Me - Alemania.
- 1993: ACVIBUS pasa a llamarse ACTIA de México - México).
- 1992: ATAL hoy ACTIA CZ - República Checa.
- 1992: VIDEO BUS se convierte en Sistemas ACTIA - España.
- 1991: TEKHNE se convierte en ACTIA Muller UK - Reino Unido.
- 1990: AIXIA hoy ACTIA 3E - Francia.
- 1989: MEIGA se convierte en ACTIA Muller en 2003 tras la adquisición de Muller Bem.